# ألفانو
ألفانو (بالإيطالية: Alfano)‏ هي قرية وكومونا صغيرة في مقاطعة سلرنو بمنطقة كمبانية جنوب غرب إيطاليا، منذ 31 ديسمبر 2012 وصل عدد سكانها إلي 1082.